# ウイグル無頼
『ウイグル無頼』（ういぐるぶらい）は、横山光輝による日本の漫画。『ビッグコミックオリジナル』（小学館）1972年7月20日号から1973年2月20日号まで連載。

## 概要
ウイグル帝国の建国譚を題材にしているが、史実とは全く異なるストーリーが展開し、いつの時代なのかについても作中で全く説明がなされていない。その一方で、作中でイランの名が登場したり、ウイグル帝国の領域として実在地名が用いられ、また後世の毛沢東の長征についても触れられるなど、全くのフィクションとも言い難い。「横山光輝クラブ」のホームページの管理者：由比敬介は、横山光輝が手がけた「SF」「忍者」「少女」「日本史」「中国史」の、どのジャンルにも属さない作品と評している（『横山光輝中国時代傑作選』における後書きより）。

## あらすじ
ウイグルの広大な地を自由奔放に生きる主人公：ヘロデ。ある時は盗賊に加わり、ある時は亡国の危機に瀕する国を救うが、気ままに彷徨う生活を良しとし、特定の賊や国に従う事は無かった。だが、奴隷として捕らえられた時に、他の奴隷たちから恩を受けた事がきっかけとなり、奴隷たちの一斉蜂起に加担。やがて、かつて「貸し」のあった国北の王、南の女王も援軍を頼み、周囲の国々を制圧し一代帝国を築く。だが、その手腕に対して北の王と南の女王は危惧を抱き…。

## 登場人物
何故か登場人物のほとんどは、作中で名前が記述されていない。作中で名前が記されているのは、主人公のヘロデとゴーダムのみである。
ヘロデ
本作の主人公。ウイグルの平原を彷徨う自由人。盗賊に加わったり、気の赴くまま行きずりの女と肉体関係を持つなど、決して聖人君子とは言い難い人物であるが、それなりの正義感を持っており、救いようの無い悪人に懲罰を下したり、亡国の危機にある国を救うなどの善道に沿った活躍を示す。
だが、借りを受けた奴隷たちを助けるため蜂起した際、自分がなぜ今まで荒野を彷徨っているのかに疑問を抱く。結果、蜂起の成功の後、なりゆきのままにウイグルの支配に乗り出していく。
盗賊団の女首領
ヘロデを騙そうとするが、逆に返り討ちに遭い部下を失い、ヘロデに半ば強姦される。ヘロデに惚れるが、ヘロデはその誘いを断って旅に出る。
後にヘロデと再会した時は、再び部下をかきあつめ盗賊団の首領となっており、ヘロデに助力するも、そのヘロデを矢からかばい命を落とす。
領主ゴーダム
ターゲの神殿の財宝を守るため毒蛇を放つが、それが大量に繁殖して自分自身にも手に負えなくなり、奸計を企てる。毒蛇を全て退治したヘロデを捕らえて、財宝を全て横取りする。作中において、唯一ヘロデが負けっぱなしになった相手。
ある国の権力者の第二夫人
第一夫人が老齢であるため、権力者の寵愛を独占する。第三夫人の登場に危機感を持ち、嫁入りできないように策略を企て、第三夫人となる少女が盗賊団に陵辱されるように仕向ける。しかしそのやり方の汚さがヘロデを怒らせ、自らもヘロデに強姦される。
女王（南の国の王）
自国の10倍の兵力を持つ国の侵略を受け、亡国の危機に瀕している。神のお告げに従い、現れたヘロデに自らの身体を委ねる。結果としてヘロデはその国を救う。だが、女王を犬のように扱ったという事で、ヘロデは女王を慕う家臣からの怒りを買い、去っていく事となる。
後にヘロデが奴隷たちを率いて蜂起した際は、援軍をもって駆けつけ、助力する。以降、周囲の国を平定するヘロデに加担するが、やがてヘロデの統治手腕に疑念を抱くようになる。
双子の王（北の国の王）
双子の弟に国を奪われ、辛酸を舐めるが、ヘロデによって救われ、国を取り戻す。ヘロデを親衛隊長にと願うが、ヘロデはその誘いを断って去っていく。
後に女王と同じく、蜂起したヘロデのもとに援軍を引き連れ、加担する。そして女王と同じく、ヘロデの統治手腕に疑念を抱くようになる。
王の双子の弟
ある国の王族として生まれるが、双子だったため忌まれて、生まれて間もなく捨てられる。通りすがりの商人に助けられるも、奴隷として辛酸を舐める。双子の兄が王として君臨している事を知り、脱走して城にしのびこみ、顔が全く同じだったのをいい事に兄と入れ替わり国を奪い、復讐のため非道の限りを尽くす。
大湿原地帯のある小国の王
多数の人間を奴隷として捕らえさせ、城壁建造・修復に使役する。ヘロデもまた奴隷として捕らえられ、脱走した事が、後のヘロデのウイグル帝国建国へとつながる。
作中に登場する他の国の風俗が中央アジア的であるのに対し、この国は中国的な風俗として描かれる。作中の設定では、四川省の西北の大湿原地帯にある。
ゴビの王
作中で唯一、国名が記される国の王（ただし王自身の名前は記述されない）。
この国を侵略する事で他の小国もヘロデに従う事となり、ウイグル帝国が成立する。だが同時に、ヘロデの統治手段に女王と双子の王が疑念を抱くきっかけとなる。

## 刊行書籍
- ウイグル無頼 「横山光輝 中国時代傑作選」講談社漫画文庫、2003年。ISBN 4063604195
- ウイグル無頼：完全版 小学館クリエイティブ、2010年。ISBN 4778031482